# Liga EBA 2020-21
La Liga EBA 2020-21 fue la 27.ª edición de la cuarta categoría del baloncesto español. La temporada comenzó en octubre de 2020 y acabó en mayo de 2021 con las eliminatorias de ascenso a LEB Plata.

## Formato
Los equipos fueron divididos, según su proximidad geográfica, en cinco conferencias, cada una de ellas formada por varios grupos:
- Conferencia A: 3 grupos de 11 equipos (A-A, A-B y A-C) de Galicia, Asturias, Cantabria, Castilla y León, Navarra, La Rioja y País Vasco
- Conferencia B: 1 grupo de 9 equipos (B-A) y 1 grupo de 8 equipos (B-B) de Canarias, Castilla-La Mancha y  Comunidad de Madrid
- Conferencia C: 5 grupos de 7 equipos (C-1 a C-5) de Aragón, Cataluña e Islas Baleares
- Conferencia D: 2 grupos de 11 equipos (D-A y D-B) de Andalucía, Extremadura, Ceuta y Melilla
- Conferencia E: 2 grupos de 10 equipos (E-A y E-B) de la Comunidad Valenciana y Región de Murcia

### Fase de ascenso
Los 16 equipos clasificados se distribuirían en dos grupos y cuatro subgrupos de esta forma:
| Grupo A    | Grupo A    | Grupo B    | Grupo B    |
| Subgrupo 1 | Subgrupo 2 | Subgrupo 3 | Subgrupo 4 |
| ---------- | ---------- | ---------- | ---------- |
| 1B         | 1C         | 1D         | 1E         |
| 2C         | 2A         | 2B         | 1A         |
| 3A         | 3E         | 2E         | 2D         |
| 4C         | 4B         | 3C         | 3B         |

En cada subgrupo jugarían todos contra todos a una sola vuelta (tres jornadas), de jueves a sábado. Ascienderían a  LEB Plata los cuatro campeones de los subgrupos y los dos vencedores de las eliminatorias a jugar el domingo por la mañana entre los segundos clasificados de los subgrupos.

### Descensos
| Conferencia | Equipos | Definición de los descendidos                                                                       |
| ----------- | ------- | --------------------------------------------------------------------------------------------------- |
| A           | 9       | - 9.º-11.º del grupo A-A - 9.º-11.º del grupo A-B - 9.º-11.º del grupo A-C                          |
| B           | 5       | - 4.º-8.º del grupo B Permanencia                                                                   |
| C           | 5       | - 7.º del grupo C-1 - 7.º del grupo C-2 - 7.º del grupo C-3 - 7.º del grupo C-4 - 7.º del grupo C-5 |
| D           | 2       | - Último de ambos grupos                                                                            |
| E           | 4       | - 7.º-10.º del grupo E Permanencia                                                                  |

## Liga regular

### Conferencia A

#### Grupo A-A
| | Equipo                     | J  | G  | P  | PF   | PC   | DP   | Puntos |
| --- | -------------------------- | -- | -- | -- | ---- | ---- | ---- | ------ |
| 1 | Mondragon Unibersitatea    | 20 | 16 | 4  | 1543 | 1415 | 128  | 36     |
| 2 | CB Valle de Egüés          | 20 | 13 | 7  | 1397 | 1346 | 51   | 33     |
| 3 | CB Santurtzi SK            | 20 | 12 | 8  | 1440 | 1283 | 157  | 32     |
| 4 | LBC Cocinas.com            | 20 | 12 | 8  | 1437 | 1386 | 51   | 32     |
| 5 | Easo Bodegas Muga          | 20 | 11 | 9  | 1326 | 1339 | -13  | 31     |
| 6 | Ulacia Zarautz             | 20 | 11 | 9  | 1307 | 1235 | 72   | 31     |
| 7 | Megacalzado Ardoi          | 20 | 10 | 10 | 1307 | 1302 | 5    | 30     |
| 8 | CB Solares                 | 20 | 10 | 10 | 1557 | 1541 | 16   | 30     |
| 9 | Baskonia B                 | 20 | 8  | 12 | 1469 | 1520 | -51  | 28     |
| 10 | Tabirako Baqué             | 20 | 7  | 13 | 1258 | 1255 | 3    | 27     |
| 11 | Goierri - Iparragirre 2020 | 20 | 0  | 20 | 1172 | 1591 | -419 | 20     |
| Fuente: Federación Española de Baloncesto: Clasificación de la Liga EBA - Grupo A-A; actualización automática |                            |    |    |    |      |      |      |        |

#### Grupo A-B
| | Equipo                          | J  | G  | P  | PF   | PC   | DP   | Puntos |
| --- | ------------------------------- | -- | -- | -- | ---- | ---- | ---- | ------ |
| 1 | USAL La Antigua                 | 20 | 18 | 2  | 1584 | 1383 | 201  | 38     |
| 2 | Nissan Grupo de Santiago        | 20 | 14 | 6  | 1629 | 1488 | 141  | 34     |
| 3 | Cantbasket04                    | 20 | 12 | 8  | 1464 | 1423 | 41   | 32     |
| 4 | Pas Piélagos                    | 20 | 11 | 9  | 1665 | 1584 | 81   | 31     |
| 5 | Conspur Bezana*                 | 20 | 12 | 8  | 1407 | 1321 | 86   | 31     |
| 6 | Universidad de Valladolid       | 20 | 10 | 10 | 1411 | 1465 | -54  | 30     |
| 7 | Ávila Auténtica "El Bulevar"    | 20 | 10 | 10 | 1357 | 1271 | 86   | 30     |
| 8 | CB La Flecha                    | 20 | 9  | 11 | 1458 | 1477 | -19  | 29     |
| 9 | Grupo Inmapa Filipenses         | 20 | 7  | 13 | 1493 | 1559 | -66  | 27     |
| 10 | Caja Rural de Zamora            | 20 | 4  | 16 | 1216 | 1488 | -272 | 24     |
| 11 | UEMC Real Valladolid Baloncesto | 20 | 3  | 17 | 1302 | 1527 | -225 | 23     |
| Fuente: Federación Española de Baloncesto: Clasificación de la Liga EBA - Grupo A-B; actualización automática |                                 |    |    |    |      |      |      |        |

(*) Un punto menos por sanción

#### Grupo A-C
| | Equipo                           | J  | G  | P  | PF   | PC   | DP   | Puntos |
| --- | -------------------------------- | -- | -- | -- | ---- | ---- | ---- | ------ |
| 1 | Ucoga Seguros CB Chantada-Ensino | 20 | 15 | 5  | 1449 | 1229 | 220  | 35     |
| 2 | Obradoiro Silleda B              | 20 | 15 | 5  | 1652 | 1537 | 115  | 35     |
| 3 | ULE RBH Global-Basket León       | 20 | 13 | 7  | 1598 | 1455 | 143  | 33     |
| 4 | Porriño Baloncesto Base          | 20 | 13 | 7  | 1469 | 1344 | 125  | 33     |
| 5 | Gijón Basket                     | 20 | 12 | 8  | 1489 | 1482 | 7    | 32     |
| 6 | Agustinos Leclerc                | 20 | 11 | 9  | 1403 | 1351 | 52   | 31     |
| 7 | Santo Domingo Betanzos           | 20 | 8  | 12 | 1398 | 1466 | -68  | 28     |
| 8 | KFC Culleredo                    | 20 | 7  | 13 | 1367 | 1426 | -59  | 27     |
| 9 | Calvo Basket Xiria               | 20 | 7  | 13 | 1494 | 1579 | -85  | 27     |
| 10 | Estudiantes Lugo Leyma Natura    | 20 | 6  | 14 | 1300 | 1450 | -150 | 26     |
| 11 | CB Costa Artabra                 | 20 | 3  | 17 | 1238 | 1538 | -300 | 23     |
| Fuente: Federación Española de Baloncesto: Clasificación de la Liga EBA - Grupo A-C; actualización automática |                                  |    |    |    |      |      |      |        |

#### Participantes a la Fase final de la conferencia A
| Bandera de Castilla y León | Bandera del País Vasco  | Bandera de Galicia               |
| USAL La Antigua            | Mondragon Unibersitatea | Ucoga Seguros CB Chantada-Ensino |
| Clasificado como 1.º A     | Clasificado como 2.º A  | Clasificado como 3.º A           |
| -------------------------- | ----------------------- | -------------------------------- |

### Conferencia B
En la temporada 2020-21, esta conferencia estuvo compuesta por 17 equipos distribuidos en dos grupos de 9 y 8 equipos respectivamente, pertenecientes a la Federaciones de Canarias, Castilla-La Mancha y Comunidad de Madrid.
Estos equipos fueron:
- Equipos que participaron en la temporada anterior en esta Conferencia y que mantuvieron la categoría.
- 4 equipos ascendidos de Primera División, conforme al acuerdo de proporcionalidad en las competiciones senior masculinas, existente entre las Federaciones que forman el Grupo (Campeón de Canarias, Campeón de Castilla-La Mancha y Campeón y Subcampeón de Madrid).

Los equipos se distribuyeron tipo serpiente en dos Grupos por orden de clasificación. Los equipos ascendidos ocuparon el resto de plazas, haciéndose los ajustes necesarios para que en cada Grupo haya dos equipos de Canarias y dos de Castilla-La Mancha.

#### Grupo B-A
| | Equipo                        | J  | G  | P  | PF   | PC   | DP   | Puntos |
| --- | ----------------------------- | -- | -- | -- | ---- | ---- | ---- | ------ |
| 1 | Baloncesto Fuenlabrada B      | 16 | 13 | 3  | 1241 | 1077 | 164  | 29     |
| 2 | Uros de Rivas                 | 16 | 13 | 3  | 1185 | 1114 | 71   | 29     |
| 3 | Globalcaja Quintanar          | 16 | 10 | 6  | 1132 | 1068 | 64   | 26     |
| 4 | Estudio                       | 16 | 9  | 7  | 1320 | 1229 | 91   | 25     |
| 5 | Movistar Estudiantes B        | 16 | 8  | 8  | 1219 | 1151 | 68   | 24     |
| 6 | Distrito Olímplico            | 16 | 7  | 9  | 1152 | 1171 | -19  | 23     |
| 7 | CB Agüimes                    | 16 | 5  | 11 | 1018 | 1144 | -126 | 21     |
| 8 | Autocares Rodríguez Daimiel   | 16 | 5  | 11 | 1084 | 1204 | -120 | 21     |
| 9 | Aloe Plus Lanzarote Conejeros | 16 | 2  | 14 | 1026 | 1219 | -193 | 18     |
| Fuente: Federación Española de Baloncesto: Clasificación de la Liga EBA - Grupo B-A; actualización automática |                               |    |    |    |      |      |      |        |

#### Grupo B-B
| | Equipo                    | J  | G  | P  | PF   | PC   | DP   | Puntos |
| --- | ------------------------- | -- | -- | -- | ---- | ---- | ---- | ------ |
| 1 | Real Madrid B             | 14 | 13 | 1  | 1249 | 991  | 258  | 27     |
| 2 | Baloncesto Alcalá         | 14 | 10 | 4  | 1160 | 1073 | 87   | 24     |
| 3 | CB La Matanza CBA         | 14 | 9  | 5  | 1079 | 1085 | -6   | 23     |
| 4 | Náutico Tenerife          | 14 | 8  | 6  | 1030 | 962  | 68   | 22     |
| 5 | MGS Seguros ADC Boadilla  | 14 | 6  | 8  | 993  | 1134 | -141 | 20     |
| 6 | Lujisa Guadalajara Basket | 14 | 5  | 9  | 1075 | 1101 | -26  | 19     |
| 7 | CB Pozuelo                | 14 | 5  | 9  | 1020 | 1045 | -25  | 19     |
| 8 | Tobarra CB                | 14 | 0  | 14 | 965  | 1180 | -215 | 14     |
| Fuente: Federación Española de Baloncesto: Clasificación de la Liga EBA - Grupo B-B; actualización automática |                           |    |    |    |      |      |      |        |

#### Segunda fase
Participaron los cincos (5) mejores primeros Clasificados del Grupo B-A más los cuatro (4) primeros clasificados del Grupo B-B. (Total de 9 equipos), estableciéndose una clasificación del primero al último.
Se formaron tres Grupos Clasificación B1, Clasificación B2 y Clasificación B3, de tres (3) equipos cada uno, distribuidos de la siguiente forma:

##### Grupo B Clasificación
| Grupo B1                 | Grupo B2             | Grupo B3               |
| ------------------------ | -------------------- | ---------------------- |
| Baloncesto Fuenlabrada B | Real Madrid B        | Uros de Rivas          |
| CB La Matanza CBA        | Globalcaja Quintanar | Baloncesto Alcalá      |
| Estudio                  | Náutico Tenerife     | Movistar Estudiantes B |

Se jugó una liga a doble vuelta, todos contra todos, en cada uno de los Grupos (6 jornadas), desde el 28 de marzo de 2021 al 1 de mayo de 2021.
El primer clasificado de cada uno de los Grupos, más el mejor 2.º jugaron la Fase de Ascenso a LEB Plata. (total 4 equipos)

##### Grupo Clasificación B1
| | Equipo                   | J | G | P | PF  | PC  | DP  | Puntos |
| --- | ------------------------ | - | - | - | --- | --- | --- | ------ |
| 1 | Baloncesto Fuenlabrada B | 4 | 4 | 0 | 345 | 298 | 47  | 8      |
| 2 | Estudio                  | 4 | 2 | 2 | 338 | 357 | -19 | 6      |
| 3 | CB La Matanza CBA        | 4 | 0 | 4 | 322 | 350 | -28 | 4      |
| Fuente: Federación Española de Baloncesto: Clasificación de la Liga EBA - Grupo B1; actualización automática |                          |   |   |   |     |     |     |        |

##### Grupo Clasificación B2
| | Equipo               | J | G | P | PF  | PC  | DP  | Puntos |
| --- | -------------------- | - | - | - | --- | --- | --- | ------ |
| 1 | Real Madrid B        | 4 | 3 | 1 | 285 | 249 | 36  | 7      |
| 2 | Globalcaja Quintanar | 4 | 2 | 2 | 269 | 287 | -18 | 6      |
| 3 | Náutico Tenerife     | 4 | 1 | 3 | 285 | 303 | -18 | 5      |
| Fuente: Federación Española de Baloncesto: Clasificación de la Liga EBA - Grupo B2; actualización automática |                      |   |   |   |     |     |     |        |

##### Grupo Clasificación B3
| | Equipo                 | J | G | P | PF  | PC  | DP  | Puntos |
| --- | ---------------------- | - | - | - | --- | --- | --- | ------ |
| 1 | Movistar Estudiantes B | 4 | 2 | 2 | 303 | 288 | 15  | 6      |
| 2 | Uros de Rivas          | 4 | 2 | 2 | 287 | 290 | -3  | 6      |
| 3 | Baloncesto Alcalá      | 4 | 2 | 2 | 310 | 322 | -12 | 6      |
| Fuente: Federación Española de Baloncesto: Clasificación de la Liga EBA - Grupo B3; actualización automática |                        |   |   |   |     |     |     |        |

|  | Clasificado para la Fase Final de ascenso a LEB Plata.                                             |
|  | Se clasifica para la Fase Final de ascenso a LEB Plata el mejor 2° clasificado de los tres grupos. |
|  | Permanece en Liga EBA, jugando en 2021-22.                                                         |

Procedimiento para obtener equipos mejores clasificados en los mismos puestos de clasificación:
1. Mayor número de victorias.
2. Mayor diferencia de tantos a favor y en contra en la suma de todos los encuentros de la competición.
3. Mayor número de tantos a favor en la suma de todos los encuentros de la competición.

#### Participantes a la Fase final de la conferencia B
Se clasificaron tantos equipos (4) como determinaban las Bases de Competición para disputar la Fase de Ascenso a LEB Plata.
| Bandera de la Comunidad de Madrid | Bandera de la Comunidad de Madrid | Bandera de la Comunidad de Madrid | Bandera de Castilla-La Mancha |
| Baloncesto Fuenlabrada B          | Movistar Estudiantes B            | Uros de Rivas                     | Globalcaja Quintanar          |
| Clasificado como 1.º B            | Clasificado como 2.º B            | Clasificado como 3.º B            | Clasificado como 4.º B        |
| --------------------------------- | --------------------------------- | --------------------------------- | ----------------------------- |

##### Grupo B Permanencia
Participaron los cuatro (4) equipos restantes de cada uno de los grupos B-A y B-B. (total 8 equipos).
| | Equipo                        | J  | G  | P  | PF   | PC   | DP   | Puntos |
| --- | ----------------------------- | -- | -- | -- | ---- | ---- | ---- | ------ |
| 1 | Lujisa Guadalajara Basket     | 14 | 11 | 3  | 1102 | 1004 | 98   | 25     |
| 2 | CB Pozuelo                    | 14 | 9  | 5  | 1015 | 993  | 22   | 23     |
| 3 | Distrito Olímpico             | 14 | 9  | 5  | 1064 | 993  | 71   | 23     |
| 4 | Autocares Rodríguez Daimiel   | 14 | 9  | 5  | 1056 | 1018 | 38   | 23     |
| 5 | MGS Seguros ADC Boadilla      | 14 | 8  | 6  | 1117 | 1061 | 56   | 22     |
| 6 | CB Agüimes                    | 14 | 5  | 8  | 974  | 1017 | -43  | 19     |
| 7 | Aloe Plus Lanzarote Conejeros | 14 | 4  | 10 | 959  | 1041 | -82  | 18     |
| 8 | Tobarra CB                    | 14 | 1  | 13 | 979  | 1139 | -160 | 15     |
| Fuente: Federación Española de Baloncesto: Clasificación de la Liga EBA - Grupo B Permanencia; actualización automática |                               |    |    |    |      |      |      |        |

|  | Permanece en la Liga EBA, jugando en 2021-22. |
|  | Descendido a la Primera División.             |

Se jugó una liga a doble vuelta, todos contra todos, un grupo único B Permanencia siendo válidos los resultados de la Fase anterior de los encuentros jugados entre ellos (6 jornadas), estableciéndose una clasificación del primero al último, desde el 28 de marzo de 2021 hasta el 15 de mayo de 2021.
Descenderían a Primera División los equipos clasificados en los puestos 4.º, 5.º, 6.º, 7.º y 8.º (total cinco 5 equipos). Si existieran vacantes en la temporada 2021-22 se cubrirían por los equipos descendidos por riguroso orden de clasificación.
Si hubiera descensos de LEB Plata que tuvieran que ser incluidos en la Conferencia B de la Liga EBA, descenderían tantos equipos como sea necesario, además de los ya indicados, de forma que se asegurarían los ascensos de Primera División a Liga EBA.

### Conferencia C

#### Grupo C-1
| | Equipo                     | J  | G  | P  | PF  | PC  | DP   | Puntos |
| --- | -------------------------- | -- | -- | -- | --- | --- | ---- | ------ |
| 1 | CB Valls Òptiques Teixidó  | 12 | 10 | 2  | 938 | 791 | 147  | 22     |
| 2 | BBA Castelldefels          | 12 | 9  | 3  | 897 | 801 | 96   | 21     |
| 3 | Monbus CB Igualada         | 12 | 7  | 5  | 946 | 798 | 148  | 19     |
| 4 | Cochesinternet.net Alpicat | 12 | 6  | 6  | 810 | 815 | -5   | 18     |
| 5 | Grup Via - CB Artés        | 12 | 6  | 6  | 846 | 876 | -30  | 18     |
| 6 | Anagán Olivar              | 12 | 4  | 8  | 788 | 928 | -140 | 16     |
| 7 | AD Torreforta              | 12 | 0  | 12 | 747 | 963 | -216 | 12     |
| Fuente: Federación Española de Baloncesto: Clasificación de la Liga EBA - Grupo C-1; actualización automática |                            |    |    |    |     |     |      |        |

#### Grupo C-2
| | Equipo                   | J  | G | P  | PF  | PC  | DP   | Puntos |
| --- | ------------------------ | -- | - | -- | --- | --- | ---- | ------ |
| 1 | CB Martorell             | 12 | 9 | 3  | 881 | 781 | 100  | 21     |
| 2 | Brisasol - CB Salou      | 12 | 8 | 4  | 910 | 849 | 61   | 20     |
| 3 | MCN Team SESE            | 12 | 7 | 5  | 921 | 848 | 73   | 19     |
| 4 | Pinta B CB Es Castell    | 12 | 7 | 5  | 877 | 879 | -2   | 19     |
| 5 | Tenea - CB Esparreguera  | 12 | 7 | 5  | 863 | 858 | 5    | 19     |
| 6 | UE Sant Cugat Negre      | 12 | 2 | 10 | 772 | 880 | -108 | 14     |
| 7 | Belsué Seguros El Olivar | 12 | 2 | 10 | 843 | 972 | -129 | 14     |
| Fuente: Federación Española de Baloncesto: Clasificación de la Liga EBA - Grupo C-2; actualización automática |                          |    |   |    |     |     |      |        |

#### Grupo C-3
| | Equipo                      | J  | G  | P  | PF  | PC  | DP   | Puntos |
| --- | --------------------------- | -- | -- | -- | --- | --- | ---- | ------ |
| 1 | AEA Solidaria Llucmajor     | 12 | 10 | 2  | 987 | 905 | 82   | 22     |
| 2 | CB Vic - Universitat de Vic | 12 | 7  | 5  | 941 | 836 | 105  | 19     |
| 3 | Plus Ultra Seguros Roser    | 12 | 7  | 5  | 874 | 893 | -19  | 19     |
| 4 | FC Martinenc Bàsquet        | 12 | 7  | 5  | 933 | 869 | 64   | 19     |
| 5 | OBC Alfindén                | 12 | 5  | 7  | 875 | 914 | -39  | 17     |
| 6 | Baricentro Barberà          | 12 | 4  | 8  | 857 | 927 | -70  | 16     |
| 7 | JAC Sants Barcelona         | 12 | 2  | 10 | 778 | 901 | -123 | 14     |
| Fuente: Federación Española de Baloncesto: Clasificación de la Liga EBA - Grupo C-3; actualización automática |                             |    |    |    |     |     |      |        |

#### Grupo C-4
| | Equipo                          | J  | G  | P  | PF  | PC  | DP   | Puntos |
| --- | ------------------------------- | -- | -- | -- | --- | --- | ---- | ------ |
| 1 | DM Group Mollet                 | 12 | 12 | 0  | 903 | 690 | 213  | 24     |
| 2 | UE Mataró - Germans Homs        | 12 | 9  | 3  | 920 | 807 | 113  | 21     |
| 3 | CB Quart-Germans Cruz           | 12 | 8  | 4  | 849 | 762 | 87   | 20     |
| 4 | Ripotrans Lliçà d'Amunt         | 12 | 5  | 7  | 772 | 851 | -79  | 17     |
| 5 | Consell Air Europa              | 12 | 3  | 9  | 839 | 886 | -47  | 15     |
| 6 | Patria Hispana Seguros Almozara | 12 | 3  | 9  | 736 | 884 | -148 | 15     |
| 7 | CB Granollers 1-Pisos.com       | 12 | 2  | 10 | 714 | 853 | -139 | 14     |
| Fuente: Federación Española de Baloncesto: Clasificación de la Liga EBA - Grupo C-4; actualización automática |                                 |    |    |    |     |     |      |        |

#### Grupo C-5
| | Equipo                     | J  | G  | P | PF  | PC  | DP  | Puntos |
| --- | -------------------------- | -- | -- | - | --- | --- | --- | ------ |
| 1 | Sant Antoni Ibiza Feeling  | 12 | 11 | 1 | 915 | 741 | 174 | 23     |
| 2 | Joventut Badalona B        | 12 | 7  | 5 | 876 | 819 | 57  | 19     |
| 3 | Sol Gironès Bisbal Bàsquet | 12 | 6  | 6 | 850 | 849 | 1   | 18     |
| 4 | AE Badalonès               | 12 | 6  | 6 | 848 | 881 | -33 | 18     |
| 5 | Azulejos Moncayo CBZ       | 12 | 5  | 7 | 772 | 837 | -65 | 17     |
| 6 | Maristes Ademar            | 12 | 4  | 8 | 762 | 835 | -73 | 16     |
| 7 | Mataró Parc Maresme        | 12 | 3  | 9 | 748 | 809 | -61 | 15     |
| Fuente: Federación Española de Baloncesto: Clasificación de la Liga EBA - Grupo C-5; actualización automática |                            |    |    |   |     |     |     |        |

#### Finales

##### Final a Ocho
El primero, segundo, tercero y cuarto clasificados se clasificarían para la Fase Final.
|  | Segunda Fase              |                           |                           |                           |                          |                                 |                                 |                                 |  |  |  |  |  |  |
|  | 2 al 9 de mayo de 2021    | 2 al 9 de mayo de 2021    | 2 al 9 de mayo de 2021    |                           |                          | Clasificados para la Fase final | Clasificados para la Fase final | Clasificados para la Fase final |  |  |  |  |  |  |
|  |                           |                           |                           |                           |                          |                                 |                                 |                                 |  |  |  |  |  |  |
|  |                           |                           |                           |                           |                          |                                 |                                 |                                 |  |  |  |  |  |  |
|  | DM Group Mollet           | DM Group Mollet           | 73                        |                           |                          |                                 |                                 |                                 |  |  |  |  |  |  |
|  | DM Group Mollet           | DM Group Mollet           | 73                        |                           |                          |                                 |                                 |                                 |  |  |  |  |  |  |
|  | Brisasol - CB Salou       | Brisasol - CB Salou       | 70                        |                           |                          |                                 |                                 |                                 |  |  |  |  |  |  |
|  | Brisasol - CB Salou       | Brisasol - CB Salou       | 70                        |                           | DM Group Mollet          | DM Group Mollet                 | 1.º                             |                                 |  |  |  |  |  |  |
|  |                           |                           |                           |                           | DM Group Mollet          | DM Group Mollet                 | 1.º                             |                                 |  |  |  |  |  |  |
|  |                           |                           | Sant Antoni Ibiza Feeling | Sant Antoni Ibiza Feeling | 2.º                      |                                 |                                 |                                 |  |  |  |  |  |  |
|  | Sant Antoni Ibiza Feeling | Sant Antoni Ibiza Feeling | Sant Antoni Ibiza Feeling | Sant Antoni Ibiza Feeling | 2.º                      | 95                              |                                 |                                 |  |  |  |  |  |  |
|  | Sant Antoni Ibiza Feeling | Sant Antoni Ibiza Feeling |                           |                           |                          |                                 |                                 |                                 |  |  |  |  |  |  |
|  | BBA Castelldefels         | BBA Castelldefels         | 67                        |                           |                          |                                 |                                 |                                 |  |  |  |  |  |  |
|  | BBA Castelldefels         | BBA Castelldefels         | 67                        |                           |                          |                                 |                                 |                                 |  |  |  |  |  |  |
|  |                           |                           |                           |                           |                          |                                 |                                 |                                 |  |  |  |  |  |  |
|  |                           |                           |                           |                           |                          |                                 |                                 |                                 |  |  |  |  |  |  |
|  | CB Valls Òptiques Teixidó | CB Valls Òptiques Teixidó | 66                        |                           |                          |                                 |                                 |                                 |  |  |  |  |  |  |
|  | CB Valls Òptiques Teixidó | CB Valls Òptiques Teixidó | 66                        |                           |                          |                                 |                                 |                                 |  |  |  |  |  |  |
|  | UE Mataró - Germans Homs  | UE Mataró - Germans Homs  | 78                        |                           |                          |                                 |                                 |                                 |  |  |  |  |  |  |
|  | UE Mataró - Germans Homs  | UE Mataró - Germans Homs  | 78                        |                           | UE Mataró - Germans Homs | UE Mataró - Germans Homs        | 4.º                             |                                 |  |  |  |  |  |  |
|  |                           |                           |                           |                           | UE Mataró - Germans Homs | UE Mataró - Germans Homs        | 4.º                             |                                 |  |  |  |  |  |  |
|  |                           |                           | AEA Solidaria Llucmajor   | AEA Solidaria Llucmajor   | 3.º                      |                                 |                                 |                                 |  |  |  |  |  |  |
|  | AEA Solidaria Llucmajor   | AEA Solidaria Llucmajor   | AEA Solidaria Llucmajor   | AEA Solidaria Llucmajor   | 3.º                      | 89                              |                                 |                                 |  |  |  |  |  |  |
|  | AEA Solidaria Llucmajor   | AEA Solidaria Llucmajor   |                           |                           |                          |                                 |                                 |                                 |  |  |  |  |  |  |
|  | CB Martorell              | CB Martorell              | 84                        |                           |                          |                                 |                                 |                                 |  |  |  |  |  |  |
|  | CB Martorell              | CB Martorell              | 84                        |                           |                          |                                 |                                 |                                 |  |  |  |  |  |  |
|  |                           |                           |                           |                           |                          |                                 |                                 |                                 |  |  |  |  |  |  |

Para definir el orden entre los equipos clasificados en la misma posición en diferentes grupos, se establecería el siguiente criterio, una vez igualados el número de partidos jugados, si fuera necesario, eliminando los resultados de los partidos jugados con el/los último/s clasificados.
1. Será mejor el cociente más alto de dividir los partidos jugados entre los perdidos.
2. Si persiste el empate, se desempatará por diferencia de tantos a favor restando los de en contra.
3. Si no se deshace el empate, será mejor el cociente más alto resultado de dividir los tantos en contra entre los tantos a favor.

#### Participantes a la Fase final de la conferencia C
Se clasificaron tantos equipos (4) como determinaban las Bases de Competición para disputar la Fase de Ascenso a LEB Plata.
| Bandera de Cataluña    | Bandera de las Islas Baleares | Bandera de las Islas Baleares | Bandera de Cataluña      |
| DM Group Mollet        | Sant Antoni Ibiza Feeling     | AEA Solidaria Llucmajor       | UE Mataró - Germans Homs |
| Clasificado como 1.º C | Clasificado como 2.º C        | Clasificado como 3.º C        | Clasificado como 4.º C   |
| ---------------------- | ----------------------------- | ----------------------------- | ------------------------ |

### Conferencia D

#### Grupo D-A
| | Equipo                                     | J  | G  | P  | PF   | PC   | DP   | Puntos |
| --- | ------------------------------------------ | -- | -- | -- | ---- | ---- | ---- | ------ |
| 1 | Jaén Paraíso Interior CB Andújar           | 20 | 13 | 7  | 1490 | 1417 | 73   | 33     |
| 2 | CB La Zubia                                | 20 | 13 | 7  | 1493 | 1390 | 103  | 33     |
| 3 | Benahavís Costa del Sol                    | 20 | 13 | 7  | 1486 | 1448 | 38   | 33     |
| 4 | Ecoculture Costa de Almería                | 20 | 13 | 7  | 1430 | 1333 | 97   | 33     |
| 5 | CB Novaschool                              | 20 | 12 | 8  | 1518 | 1478 | 40   | 32     |
| 6 | Colegio El Pinar                           | 20 | 11 | 9  | 1535 | 1463 | 72   | 31     |
| 7 | Unicaja Andalucía                          | 20 | 10 | 10 | 1436 | 1389 | 47   | 30     |
| 8 | Jaén Paraíso Interior CB Martos Montetucci | 20 | 8  | 12 | 1517 | 1593 | -76  | 28     |
| 9 | CAB Estepona                               | 20 | 7  | 13 | 1500 | 1584 | -84  | 27     |
| 10 | Melilla Sport Capital Enrique Soler B      | 20 | 7  | 13 | 1465 | 1595 | -130 | 27     |
| 11 | Oh!tels ULB                                | 20 | 3  | 17 | 1351 | 1531 | -180 | 23     |
| Fuente: Federación Española de Baloncesto: Clasificación de la Liga EBA - Grupo D-A; actualización automática |                                            |    |    |    |      |      |      |        |

#### Grupo D-B
| | Equipo                         | J  | G  | P  | PF   | PC   | DP   | Puntos |
| --- | ------------------------------ | -- | -- | -- | ---- | ---- | ---- | ------ |
| 1 | Huelva Comercio                | 20 | 17 | 3  | 1733 | 1365 | 368  | 37     |
| 2 | Ciudad de Huelva               | 20 | 17 | 3  | 1557 | 1298 | 259  | 37     |
| 3 | Sagrado Corazón Lithium Iberia | 20 | 16 | 4  | 1654 | 1487 | 167  | 36     |
| 4 | Bodegón Andalucía CB Cimbis    | 20 | 15 | 5  | 1552 | 1354 | 198  | 35     |
| 5 | Climanavas Agrometal Peñarroya | 20 | 12 | 8  | 1458 | 1400 | 58   | 32     |
| 6 | Rus CB Ciudad de Dos Hermanas  | 20 | 11 | 9  | 1440 | 1412 | 28   | 31     |
| 7 | CBSFDO                         | 20 | 7  | 13 | 1334 | 1500 | -166 | 27     |
| 8 | Torta del Casar Extremadura B  | 20 | 6  | 14 | 1304 | 1433 | -129 | 26     |
| 9 | Real Betis Baloncesto B        | 20 | 5  | 15 | 1312 | 1413 | -101 | 25     |
| 10 | Gymnástica Portuense           | 20 | 3  | 17 | 1417 | 1680 | -263 | 23     |
| 11 | Xerez Club Deportivo           | 20 | 1  | 19 | 1204 | 1623 | -419 | 21     |
| Fuente: Federación Española de Baloncesto: Clasificación de la Liga EBA - Grupo D-B; actualización automática |                                |    |    |    |      |      |      |        |

#### Segunda fase

##### Grupo D Ascenso
|  | Fase 1/2 Final                                           |                                                          |                                                          |                                                          |          |                  |                                 |                                 |                                 |  |
|  | 24 de abril de 2021 (ida) 1 y 2 de mayo de 2021 (vuelta) | 24 de abril de 2021 (ida) 1 y 2 de mayo de 2021 (vuelta) | 24 de abril de 2021 (ida) 1 y 2 de mayo de 2021 (vuelta) | 24 de abril de 2021 (ida) 1 y 2 de mayo de 2021 (vuelta) |          |                  | Clasificados para la fase final | Clasificados para la fase final | Clasificados para la fase final |  |
|  |                                                          |                                                          |                                                          |                                                          |          |                  |                                 |                                 |                                 |  |
|  |                                                          |                                                          |                                                          |                                                          |          |                  |                                 |                                 |                                 |  |
|  | Ciudad de Huelva                                         | Ciudad de Huelva                                         | 73                                                       | 81                                                       |          |                  |                                 |                                 |                                 |  |
|  | Ciudad de Huelva                                         | Ciudad de Huelva                                         | 73                                                       | 81                                                       |          |                  |                                 |                                 |                                 |  |
|  | Jaén Paraíso Interior CB Andújar                         | Jaén Paraíso Interior CB Andújar                         | 70                                                       | 75                                                       |          |                  |                                 |                                 |                                 |  |
|  | Jaén Paraíso Interior CB Andújar                         | Jaén Paraíso Interior CB Andújar                         | 70                                                       | 75                                                       |          | Ciudad de Huelva | Ciudad de Huelva                | 1.º (+9)                        |                                 |  |
|  |                                                          |                                                          |                                                          |                                                          |          | Ciudad de Huelva | Ciudad de Huelva                | 1.º (+9)                        |                                 |  |
|  |                                                          |                                                          | CB La Zubia                                              | CB La Zubia                                              | 2.º (+8) |                  |                                 |                                 |                                 |  |
|  | CB La Zubia                                              | CB La Zubia                                              | CB La Zubia                                              | CB La Zubia                                              | 2.º (+8) | 75               | 87                              |                                 |                                 |  |
|  | CB La Zubia                                              | CB La Zubia                                              |                                                          |                                                          |          | 75               | 87                              |                                 |                                 |  |
|  | Huelva Comercio                                          | Huelva Comercio                                          | 80                                                       | 74                                                       |          |                  |                                 |                                 |                                 |  |
|  | Huelva Comercio                                          | Huelva Comercio                                          | 80                                                       | 74                                                       |          |                  |                                 |                                 |                                 |  |
|  |                                                          |                                                          |                                                          |                                                          |          |                  |                                 |                                 |                                 |  |

| Jaén Paraíso Interior CB Andújar                                                                                    | 145-154 | Ciudad de Huelva | 70-73 | 75-81 |
| Huelva Comercio | 154-162 | CB La Zubia      | 80-75 | 74-87 |
| Fuente: Federación Española de Baloncesto: Clasificación de la Liga EBA - Grupo D-Ascenso; actualización automática |         |                  |       |       |

#### Participantes a la Fase final de la conferencia D
| Bandera de Andalucía   | Bandera de Andalucía   |
| Ciudad de Huelva       | CB La Zubia            |
| Clasificado como 1.º D | Clasificado como 2.º D |
| ---------------------- | ---------------------- |

### Conferencia E

#### Grupo E-A
| | Equipo                                       | J  | G  | P  | PF   | PC   | DP   | Puntos |
| --- | -------------------------------------------- | -- | -- | -- | ---- | ---- | ---- | ------ |
| 1 | Valencia BC B                                | 18 | 17 | 1  | 1567 | 1124 | 443  | 35     |
| 2 | Refitel Bàsquet Llíria                       | 18 | 16 | 2  | 1411 | 1109 | 302  | 34     |
| 3 | Nou Bàsquet Paterna                          | 18 | 13 | 5  | 1472 | 1263 | 209  | 31     |
| 4 | CB Puerto Sagunto                            | 18 | 9  | 9  | 1294 | 1338 | -44  | 27     |
| 5 | Bauhaus Godella                              | 18 | 8  | 10 | 1317 | 1412 | -95  | 26     |
| 6 | Picken Claret                                | 18 | 8  | 10 | 1205 | 1334 | -129 | 26     |
| 7 | Tau Castelló B                               | 18 | 7  | 11 | 1305 | 1357 | -52  | 25     |
| 8 | Conciencia2s Valencia CB Aldaia              | 18 | 6  | 12 | 1182 | 1372 | -190 | 24     |
| 9 | Innovaciones Constructivas Quesada NBTorrent | 18 | 5  | 13 | 1378 | 1538 | -160 | 23     |
| 10 | Inalco Alcora Caixa Rural                    | 18 | 1  | 17 | 1227 | 1511 | -284 | 19     |
| Fuente: Federación Española de Baloncesto: Clasificación de la Liga EBA - Grupo E-A; actualización automática |                                              |    |    |    |      |      |      |        |

#### Grupo E-B
| | Equipo                                   | J  | G  | P  | PF   | PC   | DP   | Puntos |
| --- | ---------------------------------------- | -- | -- | -- | ---- | ---- | ---- | ------ |
| 1 | Safir Fruits Alginet                     | 18 | 15 | 3  | 1380 | 1172 | 208  | 33     |
| 2 | FC Cartagena CB                          | 18 | 13 | 5  | 1230 | 1145 | 85   | 31     |
| 3 | La Nucía UA Fundación Lucentum B         | 18 | 11 | 7  | 1293 | 1177 | 116  | 29     |
| 4 | Servigroup Benidorm                      | 18 | 11 | 7  | 1332 | 1301 | 31   | 29     |
| 5 | CB Ifach Calpe                           | 18 | 10 | 8  | 1260 | 1259 | 1    | 28     |
| 6 | CB Tabernes Blanques - Fernando Gil      | 18 | 9  | 9  | 1292 | 1301 | -9   | 27     |
| 7 | UCAM Murcia CB B                         | 18 | 8  | 10 | 1266 | 1236 | 30   | 26     |
| 8 | Angels Vision - Units pel Bàsquet Gandía | 18 | 8  | 10 | 1201 | 1206 | -5   | 26     |
| 9 | SCD Carolinas                            | 18 | 3  | 15 | 1117 | 1322 | -205 | 21     |
| 10 | ESET Ontinet                             | 18 | 2  | 16 | 1130 | 1382 | -252 | 20     |
| Fuente: Federación Española de Baloncesto: Clasificación de la Liga EBA - Grupo E-B; actualización automática |                                          |    |    |    |      |      |      |        |

#### Segunda fase

##### Grupo E Clasificación
| | Equipo                           | J  | G  | P  | PF   | PC   | DP   | Puntos |
| --- | -------------------------------- | -- | -- | -- | ---- | ---- | ---- | ------ |
| 1 | Valencia BC B                    | 18 | 17 | 1  | 1537 | 1164 | 373  | 35     |
| 2 | FC Cartagena CB                  | 18 | 13 | 5  | 1303 | 1209 | 94   | 31     |
| 3 | Safir Fruits Alginet             | 18 | 13 | 5  | 1411 | 1276 | 135  | 31     |
| 4 | Refitel Bàsquet Llíria           | 18 | 13 | 5  | 1371 | 1262 | 109  | 31     |
| 5 | La Nucía UA Fundación Lucentum B | 18 | 9  | 9  | 1309 | 1310 | -1   | 27     |
| 6 | Nou Bàsquet Paterna              | 18 | 7  | 11 | 1391 | 1352 | 39   | 25     |
| 7 | CB Puerto Sagunto                | 18 | 6  | 12 | 1165 | 1293 | -128 | 24     |
| 8 | Servigroup Benidorm              | 18 | 6  | 12 | 1265 | 1397 | -132 | 24     |
| 9 | CB Ifach Calpe                   | 18 | 4  | 14 | 1115 | 1356 | -241 | 22     |
| 10 | Bauhaus Godella                  | 18 | 2  | 16 | 1192 | 1440 | -248 | 20     |
| Fuente: Federación Española de Baloncesto: Clasificación de la Liga EBA - Grupo E-Clasificación; actualización automática |                                  |    |    |    |      |      |      |        |

#### Participantes a la Fase final de la conferencia E
| Bandera de la Comunidad Valenciana | Bandera de la Región de Murcia | Bandera de la Comunidad Valenciana |
| Valencia BC B                      | FC Cartagena CB                | Safir Fruits Alginet               |
| Clasificado como 1.º E             | Clasificado como 2.º E         | Clasificado como 3.º E             |
| ---------------------------------- | ------------------------------ | ---------------------------------- |

##### Grupo E Permanencia
| | Equipo                                       | J  | G  | P  | PF   | PC   | DP   | Puntos |
| --- | -------------------------------------------- | -- | -- | -- | ---- | ---- | ---- | ------ |
| 1 | CB Tabernes Blanques - Fernando Gil          | 18 | 14 | 4  | 1368 | 1279 | 89   | 32     |
| 2 | UCAM Murcia CB B                             | 18 | 13 | 5  | 1517 | 1335 | 182  | 31     |
| 3 | Angels Vision - Units pel Bàsquet Gandía     | 18 | 13 | 5  | 1321 | 1233 | 88   | 31     |
| 4 | Tau Castelló B                               | 18 | 11 | 7  | 1372 | 1383 | -11  | 29     |
| 5 | Picken Claret                                | 18 | 9  | 9  | 1249 | 1236 | 13   | 27     |
| 6 | Innovaciones Constructivas Quesada NBTorrent | 18 | 8  | 10 | 1419 | 1458 | -39  | 26     |
| 7 | Conciencia2s Valencia CB Aldaia              | 18 | 8  | 10 | 1280 | 1301 | -21  | 26     |
| 8 | SCD Carolinas                                | 18 | 5  | 13 | 1138 | 1230 | -92  | 23     |
| 9 | Inalco Alcora Caixa Rural                    | 18 | 5  | 13 | 1365 | 1453 | -88  | 23     |
| 10 | ESET Ontinet                                 | 18 | 4  | 14 | 1280 | 1401 | -121 | 22     |
| Fuente: Federación Española de Baloncesto: Clasificación de la Liga EBA - Grupo E-Permanencia; actualización automática |                                              |    |    |    |      |      |      |        |

## Fase final
Los 16 equipos clasificados fueron divididos en cuatro grupos de cuatro equipos, jugando un formato de todos contra todos a una sola vuelta.
El ganador de cada grupo ascendería a LEB Plata. Los cuatro segundos jugarían una repesca para definir los otros dos ascensos.
| Sede Salou A                | Sede Salou A             | Sede Valencia B         | Sede Valencia B |
| Subgrupo 1                  | Subgrupo 2               | Subgrupo 3              | Subgrupo 4      |
| --------------------------- | ------------------------ | ----------------------- | --------------- |
| Baloncesto Fuenlabrada B    | DM Group Mollet          | Ciudad de Huelva        | Valencia BC B   |
| Sant Antoni Ibiza Feeling   | Mondragon Unibertsitatea | Movistar Estudiantes B  | USAL La Antigua |
| Ucoga S. CB Chantada-Ensino | Safir Fruits Alginet     | FC Cartagena CB         | CB La Zubia     |
| UE Mataró - Germans Homs    | Globalcaja Quintanar     | AEA Solidaria Llucmajor | Uros de Rivas   |

### Grupo 1A
| Pos | Grp | Equipo                           | PJ | G | P | PF  | PC  | +/- | Pts | Ascenso              |
| --- | --- | -------------------------------- | -- | - | - | --- | --- | --- | --- | -------------------- |
| 1 | 1B  | Baloncesto Fuenlabrada B         | 3  | 3 | 0 | 236 | 188 | 48  | 6   | Asciende a LEB Plata |
| 2 | 2C  | Sant Antoni Ibiza Feeling        | 3  | 2 | 1 | 238 | 209 | 29  | 5   | Repesca              |
| 3 | 3A  | Ucoga Seguros CB Chantada-Ensino | 3  | 1 | 2 | 190 | 239 | -49 | 4   |                      |
| 4 | 4C  | UE Mataró - Germans Homs         | 3  | 0 | 3 | 205 | 233 | -28 | 3   |                      |
| Fuente: Federación Española de Baloncesto: Clasificación Fase Final - Grupo 1A; actualización automática |     |                                  |    |   |   |     |     |     |     |                      |

| 13 de mayo de 2021 - 16:30 (UTC +2) Jornada 1 | Ucoga Seguros CB Chantada-Ensino                                                                      | 60–84                      | Baloncesto Fuenlabrada B                                                                                       | Salou (Tarragona)                                                                                            |  |
|                                               | Parciales: 9-20, 14-26, 18-22, 19-16                                                                  |                            | | |  |
|                                               | Estadísticas R. Pernas Rega 15 C. Iglesias González 7 G. Gómez Hermoso 3 R. Pernas Rega 14 (MVP/Val.) | Reporte Pts Reb Asts Otros | Estadísticas 19 J. Fernández 9 J. Santana Luchoro 5 P. Rodrígo Fernández de Heredia (MVP/Val.) 24 J. Fernández | Pabellón: Municipal Centre de Salou Árbitros: José María Valle Iglesias Adrían Álvarez Rodríguez Televisión: |  |

| 13 de mayo de 2021 - 19:00 (UTC +2) Jornada 1 | UE Mataró - Germans Homs                                                            | 76–84                      | Sant Antoni Ibiza Feeling | Salou (Tarragona)                                                                                     |  |
|                                               | Parciales: 19-16, 15-15, 24-23, 18-20                                               |                            | | |  |
|                                               | Estadísticas A. Warnock 18 A. Warnock 20 J. Solé Morgado 4 A. Warnock 33 (MVP/Val.) | Reporte Pts Reb Asts Otros | Estadísticas 22 J. Herrero Alonso 13 T. Slezas 4 J. Grimau Gragera, T. Skuja (MVP/Val.) 23 J. Grimau Gragera, J. Herrero Alonso | Pabellón: Municipal Centre de Salou Árbitros: Jesús Fernández García Mauro Araque Cáceres Televisión: |  |

| 14 de mayo de 2021 - 16:30 (UTC +2) Jornada 2 | Sant Antoni Ibiza Feeling                                                                 | 88–62                      | Ucoga Seguros CB Chantada-Ensino                                                                         | Salou (Tarragona)                                                                                       |  |
|                                               | Parciales: 32-12, 17-10, 20-16, 19-24                                                     |                            | | |  |
|                                               | Estadísticas J. Medori Morales 21 T. Slezas 10 T. Skuja 5 J. Medori Morales 24 (MVP/Val.) | Reporte Pts Reb Asts Otros | Estadísticas 15 D. Marinovic 8 M. Rodríguez Iglesias 4 M. Rodríguez Iglesias (MVP/Val.) 17 C. Vidal Agra | Pabellón: Municipal Centre de Salou Árbitros: Milkana Borges Cosic Alejandro Climent Rivera Televisión: |  |

| 14 de mayo de 2021 - 19:00 (UTC +2) Jornada 2 | UE Mataró - Germans Homs                                                                             | 62–81                      | Baloncesto Fuenlabrada B                                                                                        | Salou (Tarragona)                                                                                      |  |
|                                               | Parciales: 11-23, 24-24, 13-19, 14-15                                                                |                            | | |  |
|                                               | Estadísticas J. Juanola Madera 19 A. Warnock 6 A. Viñallonga Gómez 2 J. Juanola Madera 16 (MVP/Val.) | Reporte Pts Reb Asts Otros | Estadísticas 18 J. Fernández 10 J. Fernández 2 P. Rodrigo Fernández de Heredia (MVP/Val.) 23 J. Santana Luchoro | Pabellón: Municipal Centre de Salou Árbitros: Enrique Morgades Prat Alexis Fuentes Magarzo Televisión: |  |

| 15 de mayo de 2021 - 16:30 (UTC +2) Jornada 3 | Baloncesto Fuenlabrada B                                                                            | 71–66                      | Sant Antoni Ibiza Feeling                                                                              | Salou (Tarragona)                                                                                 |  |
|                                               | Parciales: 25-19, 15-23, 13-11, 18-13                                                               |                            | |                                                                                                   |  |
|                                               | Estadísticas R. Macoha 15 B. Bagayoko 9 P. Rodrigo Fernández de Heredia 4 B. Bagayoko 18 (MVP/Val.) | Reporte Pts Reb Asts Otros | Estadísticas 16 T. Skuja 13 T. Slezas 3 T. Skuja, T. Slezas, J. Herrero Alonso (MVP/Val.) 19 T. Slezas | Pabellón: Municipal Centre de Salou Árbitros: Marc GARCÍA SANTOS Daniel HAZAS VELASCO Televisión: |  |

| 15 de mayo de 2021 - 19:00 (UTC +2) Jornada 3 | Ucoga Seguros CB Chantada-Ensino                                                                                     | 68–67                      | UE Mataró - Germans Homs                                                                             | Salou (Tarragona)                                                                                                  |  |
|                                               | Parciales: 23-24, 15-14, 19-10, 11-19                                                                                |                            | | |  |
|                                               | Estadísticas C. Gil Moraleda 7 C. Vidal Agra, G. Gómez Hermoso 8 M. Rodríguez Iglesias 7 C. Vidal Agra 19 (MVP/Val.) | Reporte Pts Reb Asts Otros | Estadísticas 17 A. Warnock 17 A. Warnock 3 M. Traver Ciriza, I. Ariño Villa (MVP/Val.) 32 A. Warnock | Pabellón: Municipal Centre de Salou Árbitros: Josep Lluís PRESSEGUER BOMBARDO Juan Antonio MOLINA CRUZ Televisión: |  |

### Grupo 2A
| Pos | Grp | Equipo                   | PJ | G | P | PF  | PC  | +/- | Pts | Ascenso              |
| --- | --- | ------------------------ | -- | - | - | --- | --- | --- | --- | -------------------- |
| 1 | 3E  | Safir Fruits Alginet     | 3  | 3 | 0 | 242 | 199 | 43  | 6   | Asciende a LEB Plata |
| 2 | 1C  | DM Group Mollet          | 3  | 2 | 1 | 223 | 217 | 6   | 5   | Repesca              |
| 3 | 4B  | Globalcaja Quintanar     | 3  | 1 | 2 | 201 | 211 | -10 | 4   |                      |
| 4 | 2A  | Mondragon Unibertsitatea | 3  | 0 | 3 | 210 | 249 | -39 | 3   |                      |
| Fuente: Federación Española de Baloncesto: Clasificación Fase Final - Grupo 2A; actualización automática |     |                          |    |   |   |     |     |     |     |                      |

| 13 de mayo de 2021 - 10:30 (UTC +2) Jornada 1 | Globalcaja Quintanar                                                                                          | 72–58                      | Mondragon Unibertsitatea | Salou (Tarragona)                                                                                              |  |
|                                               | Parciales: 9-14, 18-14, 25-18, 20-12                                                                          |                            | | |  |
|                                               | Estadísticas A. YAILO 15 J. MEJIA ECHEVERRY 8 J. MEJIA ECHEVERRY 5 J. MEJIA ECHEVERRY, A. Yailo 20 (MVP/Val.) | Reporte Pts Reb Asts Otros | Estadísticas 17 A. CARRERA LAUZURICA 5 M. BUESA AZURMENDI, S. MANCEBO PÉREZ 3 A. RAMÓN FERNÁNDEZ DE ARROYABE (MVP/Val.) 11 A. CARRERA LAUZURICA | Pabellón: Municipal Centre de Salou Árbitros: Josep Lluís PRESSEGUER BOMBARDO Milkana BORGES COSIC Televisión: |  |

| 13 de mayo de 2021 - 13:00 (UTC +2) Jornada 1 | Safir Fruits Alginet                                                                                                  | 77–58                      | DM Group Mollet                                                                                 | Salou (Tarragona)                                                                                     |  |
|                                               | Parciales: 11-18, 20-3, 29-15, 17-22                                                                                  |                            |                                                                                                 | |  |
|                                               | Estadísticas A. GÁLVEZ ORTS 19 L. VERDEGUER FERRER 9 M. VERDU GARES, L. ABIA SILA 3 L. VERDEGUER FERRER 16 (MVP/Val.) | Reporte Pts Reb Asts Otros | Estadísticas 21 M. PAGES SAUQUE 8 O. AMO GRAU 2 (MVP/Val.) 13 A. SOTO CAPARROS, M. PAGES SAUQUE | Pabellón: Municipal Centre de Salou Árbitros: Marc GARCÍA SANTOS Alejandro CLIMENT RIVERA Televisión: |  |

| 14 de mayo de 2021 - 10:30 (UTC +2) Jornada 2 | Mondragon Unibertsitatea | 80–101                     | Safir Fruits Alginet                                                                                                   | Salou (Tarragona)                                                                                       |  |
|                                               | Parciales: 37-23, 9-24, 12-25, 22-29 |                            | | |  |
|                                               | Estadísticas D. LORENZO NEGRETE 21 A. ACHA CORTABARRIA, S. MANCEBO PÉREZ 6 D. LORENZO NEGRETE, A. CARRERA LAUZURICA 3 D. LORENZO NEGRETE 17 (MVP/Val.) | Reporte Pts Reb Asts Otros | Estadísticas 28 J. DALMAU ROIG 6 S. HERNÁNDEZ BENACHES, D. TOKAEV 5 M. MARTÍNEZ HERNÁNDEZ (MVP/Val.) 34 J. DALMAU ROIG | Pabellón: Municipal Centre de Salou Árbitros: Mauro ARAQUE CÁCERES Adrián ÁLVAREZ RODRÍGUEZ Televisión: |  |

| 14 de mayo de 2021 - 13:00 (UTC +2) Jornada 2 | Globalcaja Quintanar                                                             | 68–89                      | DM Group Mollet                                                                                         | Salou (Tarragona)                                                                                       |  |
|                                               | Parciales: 13-21, 13-19, 23-20, 19-29                                            |                            | | |  |
|                                               | Estadísticas A. YAILO 16 D. CHAMPAGNIE 18 A. YAILO 2 D. CHAMPAGNIE 15 (MVP/Val.) | Reporte Pts Reb Asts Otros | Estadísticas 21 M. PAGES SAUQUE 6 A. SERRA MARTÍNEZ 7 X. ASSALIT GARCÍA (MVP/Val.) 25 X. ASSALIT GARCÍA | Pabellón: Municipal Centre de Salou Árbitros: Daniel HAZAS VELASCO Juan Antonio MOLINA CRUZ Televisión: |  |

| 15 de mayo de 2021 - 10:30 (UTC +2) Jornada 3 | Safir Fruits Alginet                                           | 64–61                      | Globalcaja Quintanar                                 | Salou (Tarragona)                                                                                       |  |
|                                               | Parciales: 18-11, 15-16, 15-16, 16-18                          |                            |                                                      | |  |
|                                               | Estadísticas 16 7 4 L. ABIA SILA, A. GÁLVEZ ORTS 12 (MVP/Val.) | Reporte Pts Reb Asts Otros | Estadísticas 16 6 5 (MVP/Val.) 17 J. CARRASCO MARTÍN | Pabellón: Municipal Centre de Salou Árbitros: José Mª VALLE IGLESIAS Alexis FUENTES MAGARZO Televisión: |  |

| 15 de mayo de 2021 - 13:00 (UTC +2) Jornada 3 | DM Group Mollet                                    | 76–72                      | Mondragon Unibertsitatea                            | Salou (Tarragona)                                                                                      |  |
|                                               | Parciales: 25-16, 19-19, 17-18, 15-19              |                            |                                                     | |  |
|                                               | Estadísticas 15 8 4 A. SOTO CAPARROS 16 (MVP/Val.) | Reporte Pts Reb Asts Otros | Estadísticas 17 11 2 (MVP/Val.) 28 S. MANCEBO PÉREZ | Pabellón: Municipal Centre de Salou Árbitros: Jesús FERNÁNDEZ GARCÍA Enrique MORGADES PRAT Televisión: |  |

### Grupo 3B
| Pos | Grp | Equipo                  | PJ | G | P | PF  | PC  | +/- | Pts | Ascenso              |
| --- | --- | ----------------------- | -- | - | - | --- | --- | --- | --- | -------------------- |
| 1 | 2E  | FC Cartagena CB         | 3  | 3 | 0 | 218 | 178 | 40  | 6   | Asciende a LEB Plata |
| 2 | 2B  | Movistar Estudiantes B  | 3  | 2 | 1 | 250 | 224 | 26  | 5   | Repesca              |
| 3 | 3C  | AEA Solidaria Llucmajor | 3  | 1 | 2 | 233 | 246 | -13 | 4   |                      |
| 4 | 1D  | Ciudad de Huelva        | 3  | 0 | 3 | 194 | 247 | -53 | 3   |                      |
| Fuente: Federación Española de Baloncesto: Clasificación Fase Final - Grupo 3B; actualización automática |     |                         |    |   |   |     |     |     |     |                      |

| 13 de mayo de 2021 - 10:00 (UTC +2) Jornada 1 | FC Cartagena CB                       | 75–57                      | Ciudad de Huelva                          | Valencia                                                                                      |  |
|                                               | Parciales: 14-16, 25-21, 11-9, 25-11  |                            |                                           |                                                                                               |  |
|                                               | Estadísticas 3 M. KASSE 27 (MVP/Val.) | Reporte Pts Reb Asts Otros | Estadísticas 5 (MVP/Val.) 13 E. NICKERSON | Pabellón: Fuente de San Luis Árbitros: Miguel Ángel SOTO MEDINA María MATEO PARDO Televisión: |  |

| 13 de mayo de 2021 - 13:00 (UTC +2) Jornada 1 | AEA Solidaria Llucmajor                        | 86–104                     | Movistar Estudiantes B               | Valencia                                                                                                 |  |
|                                               | Parciales: 30-28, 13-26, 16-21, 27-29          |                            |                                      | |  |
|                                               | Estadísticas 3 G. SERRA MASSANET 25 (MVP/Val.) | Reporte Pts Reb Asts Otros | Estadísticas 5 (MVP/Val.) 26 G. LEVY | Pabellón: Fuente de San Luis Árbitros: Aldo Jesús RODRIGUEZ FRANCISCO Íñigo DÍAZ DE SARRALDE Televisión: |  |

| 14 de mayo de 2021 - 10:00 (UTC +2) Jornada 2 | Movistar Estudiantes B               | 56–72                      | FC Cartagena CB                       | Valencia                                                                                              |  |
|                                               | Parciales: 8-18, 13-10, 14-22, 21-22 |                            |                                       | |  |
|                                               | Estadísticas 3 G. LEVY 26 (MVP/Val.) | Reporte Pts Reb Asts Otros | Estadísticas 5 (MVP/Val.) 27 J. JASEN | Pabellón: Fuente de San Luis Árbitros: Héctor SANHERMELANDO GARCIA Marian DIMITROV ZANKOV Televisión: |  |

| 14 de mayo de 2021 - 12:30 (UTC +2) Jornada 2 | AEA Solidaria Llucmajor                             | 82–71                      | Ciudad de Huelva                          | Valencia                                                                                       |  |
|                                               | Parciales: 21-18, 16-18, 26-12, 19-23               |                            |                                           |                                                                                                |  |
|                                               | Estadísticas 3 M. CORBACHO DE LA CRUZ 25 (MVP/Val.) | Reporte Pts Reb Asts Otros | Estadísticas 5 (MVP/Val.) 27 E. NICKERSON | Pabellón: Fuente de San Luis Árbitros: Miquel REMISA TRAMUNS Francisco OLMOS OCHOA Televisión: |  |

| 15 de mayo de 2021 - 10:00 (UTC +2) Jornada 3 | Ciudad de Huelva                          | 66–90                      | Movistar Estudiantes B               | Valencia                                                                                         |  |
|                                               | Parciales: 9-24, 17-15, 26-23, 14-28      |                            |                                      |                                                                                                  |  |
|                                               | Estadísticas 3 E. NICKERSON 24 (MVP/Val.) | Reporte Pts Reb Asts Otros | Estadísticas 5 (MVP/Val.) 27 G. LEVY | Pabellón: Fuente de San Luis Árbitros: Rodrigo GALLEGO SALDAÑA Marcos SILVA GONZÁLEZ Televisión: |  |

| 15 de mayo de 2021 - 12:30 (UTC +2) Jornada 3 | FC Cartagena CB                       | 71–65                      | AEA Solidaria Llucmajor                        | Valencia                                                                                      |  |
|                                               | Parciales: 20-21, 17-16, 14-13, 20-15 |                            |                                                |                                                                                               |  |
|                                               | Estadísticas 3 M. KASSE 25 (MVP/Val.) | Reporte Pts Reb Asts Otros | Estadísticas 5 (MVP/Val.) 29 A. MAURA CASTILLA | Pabellón: Fuente de San Luis Árbitros: Israel CHACÓN BLÁZQUEZ Marcos FUENTES LEÓN Televisión: |  |

### Grupo 4B
| Pos | Grp | Equipo          | PJ | G | P | PF  | PC  | +/- | Pts | Ascenso              |
| --- | --- | --------------- | -- | - | - | --- | --- | --- | --- | -------------------- |
| 1 | 1E  | Valencia BC B   | 3  | 3 | 0 | 277 | 235 | 42  | 6   | Asciende a LEB Plata |
| 2 | 4B  | Uros de Rivas   | 3  | 2 | 1 | 224 | 208 | 16  | 5   | Repesca              |
| 3 | 2D  | CB La Zubia     | 3  | 1 | 2 | 207 | 230 | -23 | 4   |                      |
| 4 | 1A  | USAL La Antigua | 3  | 0 | 3 | 215 | 250 | -35 | 3   |                      |
| Fuente: Federación Española de Baloncesto: Clasificación Fase Final - Grupo 4B; actualización automática |     |                 |    |   |   |     |     |     |     |                      |

| 13 de mayo de 2021 - 17:30 (UTC +2) Jornada 1 | CB La Zubia                             | 74–97                      | Valencia BC B                                  | Valencia                                                                                        |  |
|                                               | Parciales: 15-23, 25-32, 18-16, 16-26   |                            |                                                |                                                                                                 |  |
|                                               | Estadísticas 3 G. Bressan 19 (MVP/Val.) | Reporte Pts Reb Asts Otros | Estadísticas 5 (MVP/Val.) 30 G. Ferrando Porro | Pabellón: Fuente de San Luis Árbitros: Israel CHACÓN BLAZQUEZ Miquel REMISA TRAMUNS Televisión: |  |

| 13 de mayo de 2021 - 20:00 (UTC +2) Jornada 1 | Uros de Rivas                              | 80–65                      | USAL La Antigua                    | Valencia                                                                                             |  |
|                                               | Parciales: 22-11, 21-21, 16-17, 21-16      |                            |                                    | |  |
|                                               | Estadísticas 3 G. Gil García 25 (MVP/Val.) | Reporte Pts Reb Asts Otros | Estadísticas 5 (MVP/Val.) 20 O. Lo | Pabellón: Fuente de San Luis Árbitros: Marcos SILVA GONZÁLEZ Héctor SANHERMELANDO GARCIA Televisión: |  |

| 14 de mayo de 2021 - 17:30 (UTC +2) Jornada 2 | USAL La Antigua                       | 61–79                      | CB La Zubia                                                  | Valencia                                                                                 |  |
|                                               | Parciales: 17-19, 21-22, 10-18, 13-20 |                            |                                                              |                                                                                          |  |
|                                               | Estadísticas 3 O. Lo 25 (MVP/Val.)    | Reporte Pts Reb Asts Otros | Estadísticas 5 (MVP/Val.) 21 G. Bressan, P. Fernández Hengge | Pabellón: Fuente de San Luis Árbitros: Marcos FUENTES LEÓN María MATEO PARDO Televisión: |  |

| 14 de mayo de 2021 - 20:00 (UTC +2) Jornada 2 | Uros de Rivas                           | 72–89                      | Valencia BC B                                  | Valencia                                                                                                 |  |
|                                               | Parciales: 25-16, 15-29, 24-16, 8-28    |                            |                                                | |  |
|                                               | Estadísticas 3 J. Sargent 25 (MVP/Val.) | Reporte Pts Reb Asts Otros | Estadísticas 5 (MVP/Val.) 36 G. Ferrando Porro | Pabellón: Fuente de San Luis Árbitros: Rodrigo GALLEGO SALDAÑA Íñigo DÍAZ DE SARRALDE MARTÍN Televisión: |  |

| 15 de mayo de 2021 - 17:30 (UTC +2) Jornada 3 | CB La Zubia                             | 54–72                      | Uros de Rivas                                                 | Valencia                                                                                                 |  |
|                                               | Parciales: 16-15, 6-18, 16-24, 16-15    |                            |                                                               | |  |
|                                               | Estadísticas 3 G. Bressan 16 (MVP/Val.) | Reporte Pts Reb Asts Otros | Estadísticas 5 (MVP/Val.) 16 L. de Barros Canuto Pina Teixeir | Pabellón: Fuente de San Luis Árbitros: Aldo Jesús RODRÍGUEZ FRANCISCO Marian DIMITROV ZANKOV Televisión: |  |

| 15 de mayo de 2021 - 20:00 (UTC +2) Jornada 3 | Valencia BC B                                   | 91–89                      | USAL La Antigua                        | Valencia                                                                                          |  |
|                                               | Parciales: 20-16, 19-31, 20-22, 32-20           |                            |                                        |                                                                                                   |  |
|                                               | Estadísticas 3 M. Jiménez Garrido 33 (MVP/Val.) | Reporte Pts Reb Asts Otros | Estadísticas 5 (MVP/Val.) 41 J. Yengue | Pabellón: Fuente de San Luis Árbitros: Miguel Ángel SOTO MEDINA Francisco OLMOS OCHOA Televisión: |  |

### Repesca
| Equipo 1                  | Resultado | Equipo 2        |
| ------------------------- | --------- | --------------- |
| Sant Antoni Ibiza Feeling | 91-96     | DM Group Mollet |
| Movistar Estudiantes B    | 87-81     | Uros de Rivas   |

| 16 de mayo de 2021 - 11:30 (UTC +2) 1.er partido de la repesca | Sant Antoni Ibiza Feeling                                                 | 91–96                      | DM Group Mollet                                                                                 | Salou (Tarragona)                                                                                                |  |
|                                                                | Parciales: 21-22, 26-27, 16-20, 28-27                                     |                            |                                                                                                 | |  |
|                                                                | Estadísticas T. Slezas 28 T. Slezas 13 T. Skuja 4 T. Slezas 41 (MVP/Val.) | Reporte Pts Reb Asts Otros | Estadísticas 23 M. Pages Sauque 7 O. AMO GRAU 7 X. Assalit García (MVP/Val.) 23 M. Pages Sauque | Pabellón: Municipal Centre de Salou Árbitros: Jesús FERNÁNDEZ GARCÍA Josep Lluís PRESSEGUER BOMBARDO Televisión: |  |

| 16 de mayo de 2021 - 11:30 (UTC +2) 2.º partido de la repesca | Movistar Estudiantes B                                                                             | 87–81                      | Uros de Rivas                                                                            | Valencia                                                                                            |  |
|                                                               | Parciales: 22-17, 23-16, 17-22, 25-26                                                              |                            |                                                                                          | |  |
|                                                               | Estadísticas R. Domínguez González 25 G. Levy 16 H. Alderete Díaz 6 H. Alderete Díaz 31 (MVP/Val.) | Reporte Pts Reb Asts Otros | Estadísticas 18 A. Zamora Gómez 9 G. Gil García 5 G. Gil García (MVP/Val.) 24 J. Sargent | Pabellón: Fuente de San Luis Árbitros: Aldo Jesús RODRÍGUEZ FRANCISCO María MATEO PARDO Televisión: |  |

## Postemporada
Ascendieron a LEB Plata:
- Safir Fruits Alginet (Subcampeones).
- Valencia BC B.
- FC Cartagena CB.
- DM Group Mollet.
- Sant Antoni Ibiza Feeling (al ocupar vacantes).
- (  Baloncesto Fuenlabrada B (Campeones) y  Movistar Estudiantes B renunciaron al ascenso).

Descendieron de LEB Plata:
- Torrons Vicens CB L'Hospitalet.
- NCS Alcobendas.
- Hozono Global Jairis.
- Ibersol CB Tarragona.
- Barça B (intercambió su plaza con el    CB Cornellà).[3]
- (  CB Pardinyes Lleida renunció a la LEB Plata y acabó inscribiéndose en CC 1.ª Categoría).[4]
- (  CB Cornellà no descendió al intercambiar su plaza con el  Barça B) .[3]
- (  CB Morón también en posiciones de descenso, continuó en la LEB Plata al ocupar vacantes).[5]

Descendieron a Primera División:
| - Tabirako Baqué. - Goierri - Iparragirre 2020. - Grupo Inmapa Filipenses. - Caja Rural de Zamora. - UEMC Real Valladolid Baloncesto. - Calvo Basket Xiria. |  | - Estudiantes Lugo Leyma Natura. - CB Costa Artabra. - MGS Seguros ADC Boadilla. - CB Agüimes. - Aloe Plus Lanzarote Conejeros. - Autocares Rodríguez Daimiel. |  | - Tobarra CB. - AD Torreforta. - JAC Sants Barcelona. - CB Granollers 1-Pisos.com. - Belsué Seguros El Olivar. - ESET Ontinet. |

- (  Baskonia B,  Mataró Parc Maresme,  Oh!tels ULB,  Xerez Club Deportivo,  Inalco Alcora Caixa Rural
 SCD Carolinas y  Conciencia2s Valencia CB Aldaia no descendieron al ocupar vacantes).

Renunciaron a la Liga EBA:
- Distrito Olímpico.
- Ripotrans Lliçà d'Amunt.
- Jaén Paraíso Interior CB Martos Montetucci.

Ascendieron desde Primera División:
| - Mundioma Marín Ence Peixegalego. - Solgaleo Bosco Salesianos. - Unicaja Banco Oviedo B. - Claret Innoporc. - Baloncesto Venta de Baños. - Leioa SBT. - Getxo SBT. - CB Majadahonda. - Zentro Basket Madrid B. |  | - CB Dadarmo de Güimar. - Cabezuelo CB Socuéllamos. - Bàsquet Girona B. - CB Navàs Viscola. - Temple UE Horta. - CB Santfeliuenc. - CB Andratx. - CB Coria. - Jaén Paraíso Interior CB. |  | - City of Badajoz Academy. - CB Ilicitano Caja Rural Central. - CB Alginet B. - EB Vila-real. - Club Bàsquet Sueca Fustes Bonet. - Organic Ager CB Begastri. - Sercomosa Molina Basket. - La Salud Archena. |

- (  Plásticos Durán Villares,  CB Entrambasaguas,   Esporles BC,   Azulejos Moncayo CB Zaragoza B,  AD Basket 4Life y
 Baloncesto Ciudad de Badajoz renunciaron al ascenso).

La Liga EBA alcanzaría los 132 equipos en la siguiente temporada.

## Galardones

### Jugador de la jornada
| Jornada   | Jugador                  | Equipo                                           | Val. | Ref        |
| --------- | ------------------------ | ------------------------------------------------ | ---- | ---------- |
| 17/18-oct | Arturo Fernández         | La Nucía UA Fundación Lucentum B                 | 31   | [ 7 ]      |
| 24/25-oct | Kaj-Bjorn Sherman        | CB Solares                                       | 39   | [ 8 ]      |
| 31/1-nov  | Vicente Garello          | Sagrado Corazón Lithium Iberia                   | 48   | [ 9 ]      |
| 7/8-nov   | Zacharia Overwater       | Pinta B Es Castell                               | 44   | [ 10 ]     |
| 14/15-nov | Fede Ristori             | Huelva Comercio                                  | 39   | [ 11 ]     |
| 21/22-nov | Pablo González Longarela | Movistar Estudiantes B                           | 38   | [ 12 ]     |
| 28/29-nov | Myron Hagins             | Sagrado Corazón Lithium Iberia (2)               | 46   | [ 13 ]     |
| 5/6-dic   | Álvaro Lobo              | Baloncesto Fuenlabrada B                         | 37   | [ 14 ]     |
| 14/15-dic | Jordi Juanola            | UE Mataró - Germans Homs                         | 31   | [ 15 ]     |
| 19/20-dic | Kemel Archer             | Conspur Bezana                                   | 40   | [ 16 ]     |
| 9/10-ene  | Bernardo Castillo        | Jaén Paraíso interior CB Andújar                 | 38   | [ 17 ]     |
| 16/17-ene | José Antonio López       | Gijón Basket                                     | 41   | [ 18 ]     |
| 23/24-ene | Kemel Archer (2)         | Conspur Bezana (2)                               | 43   | [ 19 ]     |
| 30/31-ene | José Antonio López (2)   | Gijón Basket (2)                                 | 47   | [ 20 ]     |
| 6/7-feb   | Hilmar Henningsson       | Valencia BC B                                    | 43   | [ 21 ]     |
| 13/14-feb | Pedro Bustamante         | Innovaciones Constructivas Quesada NBTorrent     | 44   | [ 22 ]     |
| 20/21-feb | Ezequiel Herrera         | Ávila Auténtica - Carrefour El Bulevar           | 43   | [ 23 ]     |
| 27/28-feb | Harol Cazorla            | Conspur Bezana                                   | 53   | [ 24 ]     |
| 6/7-mar   | David 'Didi' García      | CB La Zubía                                      | 45   | [ 25 ]     |
| 13/14-mar | Kaj-Bjorn Sherman (2)    | CB Solares (2)                                   | 44   | [ 26 ]     |
| 20/21-mar | Michael Drame            | Distrito Olímpico                                | 42   | [ 27 ]     |
| 20/21-mar | Daniel Bagán             | Inalco Alcora Caixa Rural                        | 42   | [ 27 ]     |
| 27/28-mar | Uros Cigoja              | Jaén Paraíso Interior CB Martos Montetucci       | 33   | [ 28 ]     |
| 3/4-abr   | Alex Terrades            | Innovaciones Constructivas Quesada NBTorrent (2) | 37   | [ 29 ]     |
| 10/11-abr | David Espadiña           | Oh!Tels ULB                                      | 41   | [ 30 ]     |
| 17/18-abr | Yeison Colomé            | Huelva Comercio (2)                              | 44   | [ 31 ]     |
| 24/25-abr | Jaime Cunha-Lisboa       | MSG Seguros ADC Boadilla                         | 38   | [ 32 ]     |
| 24/25-abr | Javier Puerta            | Conciencia2s Valencia CB Aldaia                  | 38   | [ 32 ]     |
| 1/2-may   | Alex Terrades (2)        | Innovaciones Constructivas Quesada NBTorrent (3) | 42   | [ 33 ]     |
| 16-may    | / Gilad Levy             | Movistar Estudiantes B (2)                       | 26   | Fase final |